# Möllenhagen
Möllenhagen är en kommun i Landkreis Mecklenburgische Seenplatte i förbundslandet Mecklenburg-Vorpommern i Tyskland.
Kommunen ingår i kommunalförbundet Amt Penzliner Land tillsammans med kommunerna Ankershagen, Kuckssee och Penzlin.